# 川崎市立岡上小学校
川崎市立岡上小学校（かわさきしりつおかがみしょうがっこう）は、神奈川県川崎市麻生区にある公立の小学校。

## 概要
- 川崎市麻生区の飛地である岡上では、1966年（昭和41年）に柿生小学校岡上分校が廃校になって以降、町内に小学校が無い状況が続き、町内の児童は柿生小学校本校まで通学していた。1987年（昭和62年）に新たな小学校を町内に開校することになり、柿生小学校に通学していた岡上の児童は岡上小学校に転校することになる。
- 1987年（昭和62年）4月3日の開校時には304人の児童が迎え入れられ、その後は新入生を含めて計371人が集まった[1]。
- なお、町内には公立中学校がないため、公立中学校へ通う場合は川崎市立柿生中学校へ通学する[2]。

## 沿革
- 1987年（昭和62年）
  - 3月25日 - 川崎市立柿生小学校にて分離式を行う。
  - 4月1日 - 開校。校長以下教職員23名着任。
  - 4月3日 - 2学年から6学年児童304名で、入校式挙行。
  - 4月6日 - 最初の始業式と第1回入学式挙行。最初の新入生は67名で、全校児童371名でスタートを切った。
  - 7月2日 - 第1回PTA総会開催。
  - 10月10日 - 開校記念秋季大運動会（第1回運動会）開催。
  - 10月19日 - 校歌紹介。
  - 11月12日 - 開校記念学芸会開催。
  - 12月5日 - 開校記念式典挙行。
- 1988年（昭和63年）
  - 3月18日 - 第1回卒業証書授与式挙行。最初の卒業生は53名。
  - 6月27日 - 体育館掲示用校歌除幕式挙行。
  - 7月2日 - 開校記念日。
- 1990年（平成2年）5月29日 - 体育倉庫完成。
- 1991年（平成3年）
  - 3月19日 - ジャブジャブ池完成。
  - 3月27日 - 体育用砂場完成。
  - 7月29日 - 創立5周年を祝う会開催。
- 1994年（平成6年）4月1日 - 肢体不自由児学級新設。
- 1995年（平成7年）
  - 6月16日 - 岡上工房火入れ式。
  - 7月 - この月から9月まで、校庭改修。
- 1996年（平成8年）
  - 4月1日 - 情緒障害児学級新設。
  - 5月19日 - この日開催の運動会を「創立10周年記念春季大運動会」として開催。
  - 5月24日 - 創立10周年記念航空写真撮影。
  - 10月5日 - この日開催の学芸会を「創立10周年記念学芸会」として開催。
  - 10月19日 - 創立10周年記念ふれあいバザー開催。
  - 10月29日 - この日から11月5日まで、創立10周年記念作品展開催。
- 1999年（平成11年）
  - 5月28日 - 非常時備蓄倉庫搬入。
  - 7月4日 - 非常時備蓄倉庫物資搬入。
  - 7月21日 - 正門内非常災害用貯水埋没工事開始。
  - 10月19日 - 視聴覚室へパソコン搬入。
- 2000年（平成12年）4月28日 - 禅寺丸柿保存会により、禅寺丸柿を校庭へ移植。
- 2001年（平成13年）
  - 6月13日 - 校内パトロール開始。
  - 7月5日 - 東京工業大学により、地震計設置。
  - 10月13日 - この日開催の運動会を「創立15周年記念運動会」として開催。
  - 10月20日 - 創立15周年記念ふれあいバザー開催。
- 2002年（平成14年）
  - 2月16日 - 第1回岡上ふれあいフェスティバル開催。
  - 3月12日 - 校庭用時計設置。
  - 4月5日 - ノーチャイム方式開始。
  - 5月29日 - プール更衣室屋根軒下工事。
  - 7月10日 - 図書室蔵書点検実施。
- 2003年（平成15年）
  - 1月24日 - PTAバザー収益寄付により、図書室へ畳12畳搬入。
  - 9月30日 - 浄化槽撤去工事完了。
- 2005年（平成17年）
  - 5月16日 - 休日図書室開放開始。
  - 6月8日 - 3階各教室へ扇風機取付。
- 2006年（平成18年）
  - 4月5日 - 学校2学期制施行。
  - 5月16日 - 創立20周年記念航空写真撮影実施。
  - 7月31日 - 学校プール有効活用事業開始。
  - 11月11日 - 創立20周年記念式典挙行。
  - 12月1日 - 児童用パソコン40台設置し、聴覚室をパソコン室と改称。
- 2007年（平成19年）5月2日 - ALT英語活動補助員配備。
- 2008年（平成20年）11月15日 - 地域運営による学校図書館開放開始。
- 2009年（平成21年）
  - 6月24日 - 屋上天窓カバー柵取付および西階段手摺交換が完了。
  - 8月20日 - 普通教室へのエアコン設置が完了。
  - 10月21日 - 校長室へのエアコン設置が完了。
- 2010年（平成22年）
  - 1月29日 - 50インチテレビ配置。
  - 4月12日 - 情報配信システム・クローズ型導入。
- 2011年（平成23年）
  - 8月23日 - 給食室回転釜交換工事完了。
  - 10月27日 - 4階トイレ整備完了。
- 2012年（平成24年）1月6日 - 放送設備交換工事完了。
- 2016年（平成28年）11月26日 - 創立30周年記念式典挙行。
- 2020年（令和2年）
  - 1月末 - エレベーター完成。
  - 3月4日 - この日から5月31日まで、新型コロナウイルス感染拡大に伴い臨時休業となる。
  - 6月1日 - 学校再開。
- 2021年（令和3年）7月頃 - トイレ改修工事実施。

## 通学区域
- 大字岡上（全域）[3]
- 岡上1丁目（全域）[3]
- 岡上2丁目（全域）[3]
- 岡上3丁目（全域）[3]
- 岡上4丁目（全域）[3]
- 岡上5丁目（全域）[3]
- 岡上6丁目（全域）[3]

## 交通アクセス
- 小田急電鉄小田原線鶴川駅（南口・東京都町田市）から、徒歩10分[4]（約630m）。